# Rakovnica
Rakovnica es un municipio del distrito de Rožňava en la región de Košice, Eslovaquia, con una población estimada a final del año 2024 de 570 habitantes.
Se encuentra ubicado al oeste de la región, en la cuenca hidrográfica del río Hernád, y cerca de la frontera con la región de Banská Bystrica y Hungría.

## Demografía
| Año        | 1994 | 2004    | 2014    | 2024    |
| ---------- | ---- | ------- | ------- | ------- |
| Población  | 602  | 586     | 591     | 570     |
| Diferencia |      | −2,65 % | +0,85 % | −3,55 % |

| Año        | 2023 | 2024    |
| ---------- | ---- | ------- |
| Población  | 577  | 570     |
| Diferencia |      | −1,21 % |